# Alfeld (Leine)
Alfeld (Leine) ([ˈalfɛlt], oftmals fälschlich [ˈaːlfɛlt]) ist eine Kleinstadt und eine selbständige Gemeinde im Landkreis Hildesheim im südlichen Niedersachsen, die inmitten der Metropolregion Hannover-Braunschweig-Göttingen liegt.

## Geografie

### Lage
Alfeld liegt im Leinebergland zwischen der Leine im Westen und den Sieben Bergen (bis 395 m hoch) im Nordosten. Das umliegende Bergland wird Alfelder Bergland oder Ith-Hils-Bergland (bis 480,4 m hoch) genannt.

### Stadtgliederung
Die Stadt Alfeld ist eine Einheitsgemeinde und gliedert sich in folgende Stadtteile:
| - Alfeld (Kernstadt) - Brunkensen - Dehnsen - Föhrste - Eimsen - Gerzen - Godenau - Hörsum - Imsen | - Langenholzen - Limmer - Lütgenholzen - Röllinghausen - Sack - Warzen - Wettensen - Wispenstein |

### Nachbargemeinden
| Duingen (Samtgemeinde Leinebergland) | Gronau (Samtgemeinde Leinebergland)         | Sibbesse |
|                                      | Kompassrose, die auf Nachbargemeinden zeigt |          |
| Delligsen (Landkreis Holzminden)     |                                             | Freden   |

## Geschichte
Ohne dass dieses bisher urkundlich zu belegen ist, steht zu vermuten, dass Alfeld als Stadt eine Parallelgründung zur Hildesheimer Dammstadt ist. Hierauf deuten die planmäßige Anlage des Stadtkerns innerhalb der Wallanlagen, die parallele Existenz einer Nikolaikirche und die urkundliche Erwähnung von flämischen Ansiedlern in beiden Siedlungen für den Anfang des dreizehnten Jahrhunderts hin. Auch die Wappen sind nahezu identisch. Das Wappen Alfelds unterscheidet sich von dem der Dammstadt nur durch den blauen Schildbuckel, der traditionell als Blauer Stein identifiziert wird.
Stadtrechte könnten Alfeld zwischen dem Jahr 1220 (in dem Kaiser Friedrich II. in der Confoederatio den geistlichen Fürsten landesherrliche Rechte garantierte) und dem Jahr 1258 (dem Jahr der ältesten erhaltenen urkundlichen Erwähnung Alfelds als Stadt) verliehen worden sein. Im Jahr 1315 wurde das Alfelder Stadtrecht der Stadt Dassel verliehen.
Eine Burg des Bischofs von Hildesheim, die Leineübergang und Stadt schützen sollte, wurde 1358 erwähnt. Die Burg war später lange Zeit an die Herren von Steinberg verpfändet, die 1406 am Leinetor einen Turm errichteten und ihn 1414 erhöhten. Gegen Ende des 15. Jahrhunderts war sie wohl weitgehend aufgegeben. Auf dem alten Burgplatz wurde eine Kapelle und der „Wasserfriedhof“ für Selbstmörder und andere im Wasser der Leine angefundene Tote angelegt.
Die Stadt gehörte zu den kleinsten Städten in der Hanse. Alfeld trat im Jahr 1426 in den Sächsischen Städtebund ein. So wurde die Stadt, die im 14. und 15. Jahrhundert durch den Handel mit Bier, Hopfen, Leinwand und Leinengarn reich geworden war, indirekt zu einer Hansestadt.
In ältester Zeit gehörte Alfeld zum Hochstift Hildesheim. Nach der Hildesheimer Stiftsfehde (1519–1523) kam es zum Fürstentum Braunschweig-Wolfenbüttel. In der Rückschau war die Braunschweiger Zeit Alfelds goldenes Zeitalter, in dem in Alfeld Wirtschaft und Kultur blühten. Seit 1543 war Alfeld Sitz eines evangelischen Superintendenten. Erster Amtsträger war Heinrich Vogelmann. Ab 1569 war es im Zuge der Reform der Braunschweiger Kirchenverfassung und Einführung einer neuen Kirchenordnung durch Herzog Julius Sitz einer Generalsuperintendentur. Als erster Alfelder Generalsuperintendent wurde 1569 M. Nicolaus Erbenius in sein Amt eingeführt.

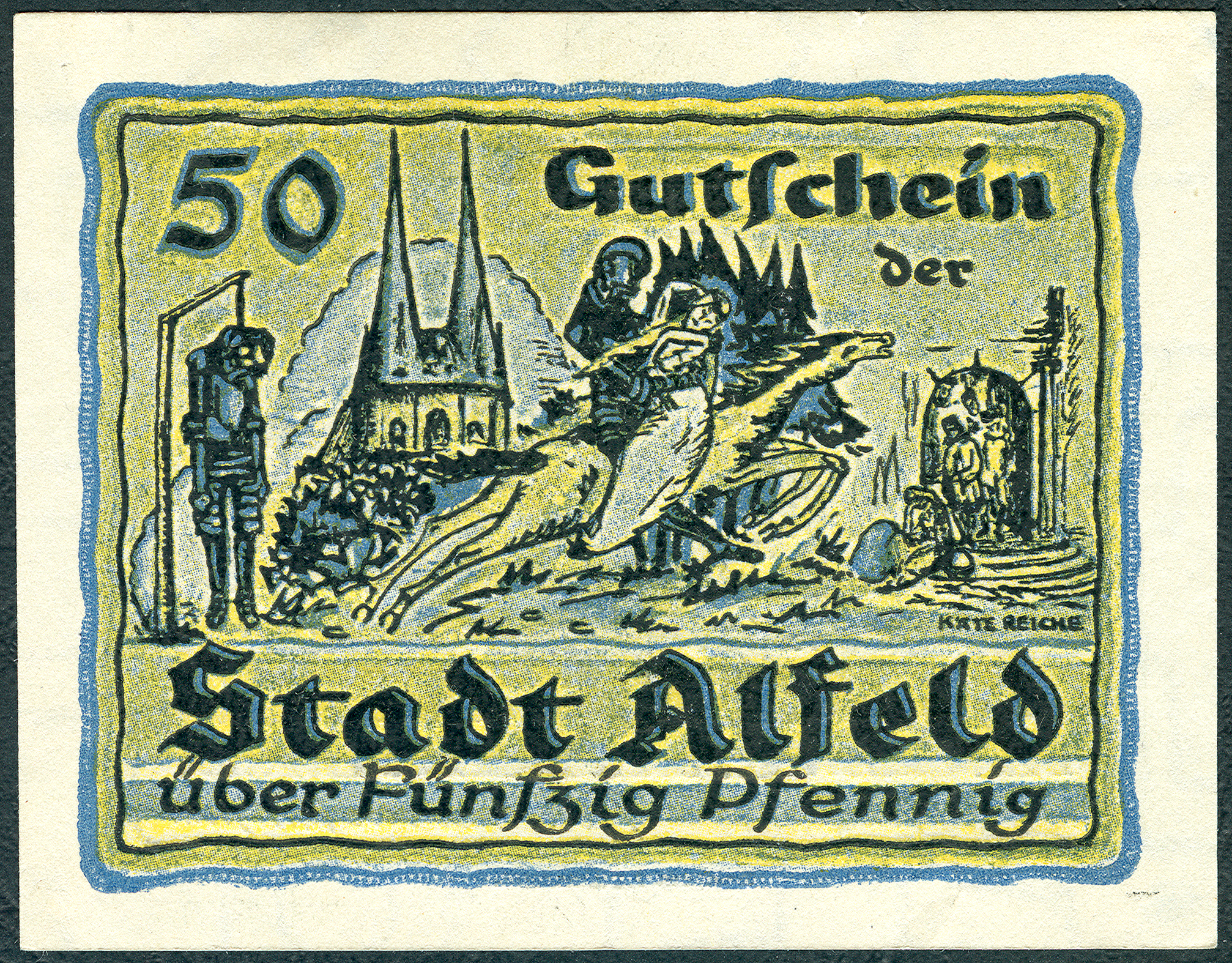
Darstellungen der Lippold-Sage, im Hintergrund die Kirche St. Nicolai
(Notgeld von 1921, entworfen von Käte Reiche)

Während des Dreißigjährigen Krieges unterredeten sich am 13. Oktober 1625 der Feldherr der Katholischen Liga Tilly und der kaiserliche Generalissimus Wallenstein im Alfelder Ortsteil Limmer im Vorfeld des Treffens mit den Truppen Christians IV. von Dänemark bei Seelze (3. November 1625). 1643 fiel Alfeld nach dem Sonderfrieden von Goslar an das Hochstift Hildesheim zurück. Infolge des Reichsdeputationshauptschlusses kam es 1803 kurzzeitig an Preußen, dann an das Königreich Westphalen Distrikt Hildesheim, nach dem Wiener Kongress wurde es 1815 dem Königreich Hannover unterstellt. Als Ergebnis des Deutschen Krieges wurde dieses 1866 von Preußen annektiert, zu dem dann auch Alfeld bis zum Ende des Zweiten Weltkrieges gehörte, was den welfentreuen Teilen der Bevölkerung missfiel. Seit 1946 gehört Alfeld zum Land Niedersachsen. Alfeld blieb während des Zweiten Weltkrieges unzerstört. Auch deshalb wurde hier 1946 die Pädagogische Hochschule Alfeld gegründet, die 1969/70 nach Hildesheim verlagert wurde. Die Stadt Alfeld gehörte von 1885 bis 1977 zum Landkreis Alfeld.

### Der Ortsname
Frühere Ortsnamen von Alfeld waren in den Jahren 1214 Alvelde, 1221 Alvelde und 1233 Alvelde. Der Ortsnamenbestandteil „-feld“ bedeutet „freie Fläche“, „das freie, offene Feld“, „unbebautes Feld“. „Al-“ ist am ehesten auf die indogermanische Wurzel „el-“, „ol-“ zurückzuführen und bedeutet „Wasser“, „feucht“, „fließen“.

### Eingemeindungen
Am 1. März 1974 wurden die Gemeinden Brunkensen (bis dahin im Landkreis Holzminden), Dehnsen, Eimsen, Föhrste, Gerzen, Hörsum, Imsen, Langenholzen, Limmer, Lütgenholzen (bis dahin im Landkreis Holzminden), Röllinghausen, Sack, Warzen, Wettensen und Wispenstein eingegliedert.

## Religion

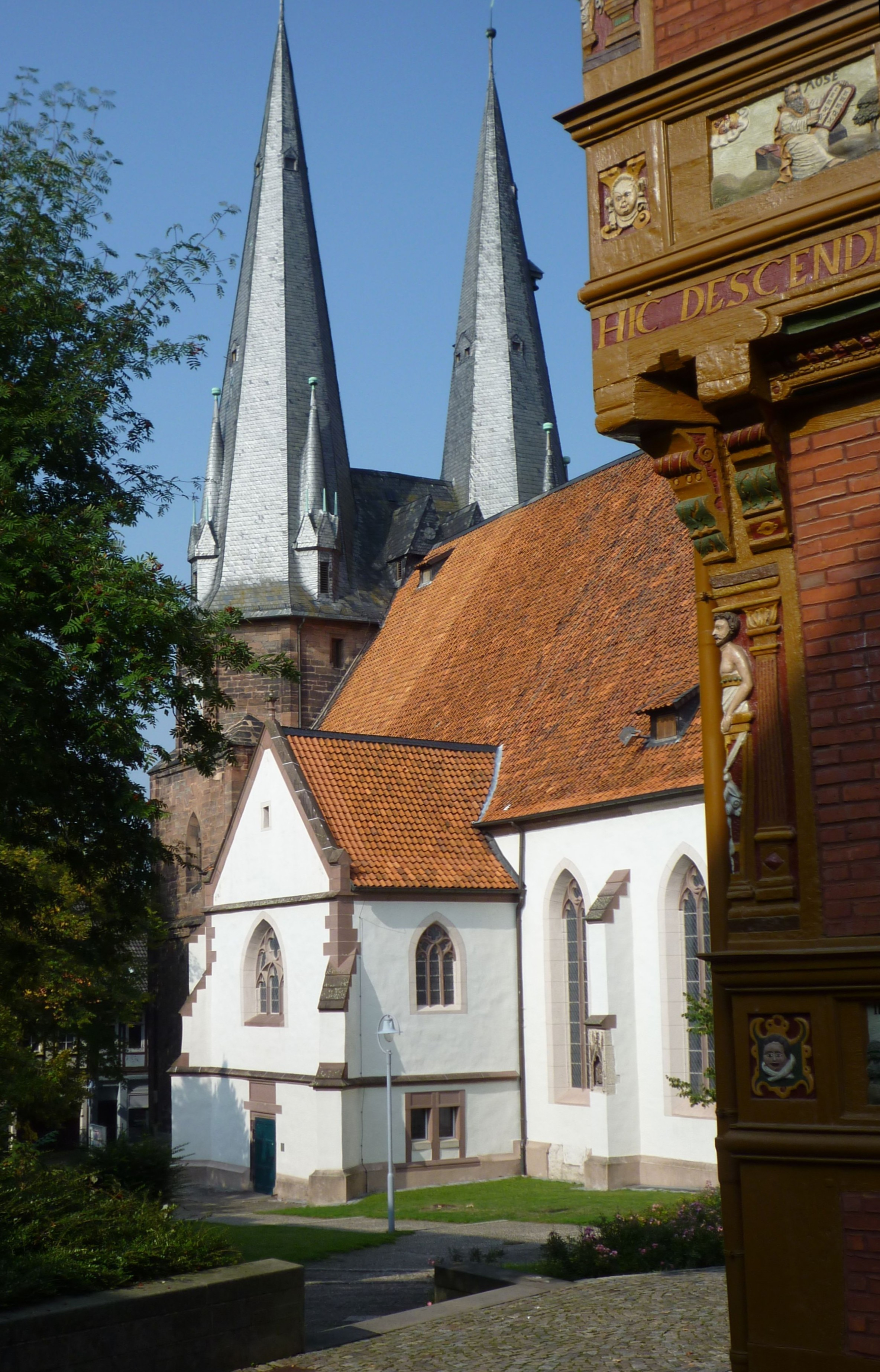
St.-Nicolai-Kirche

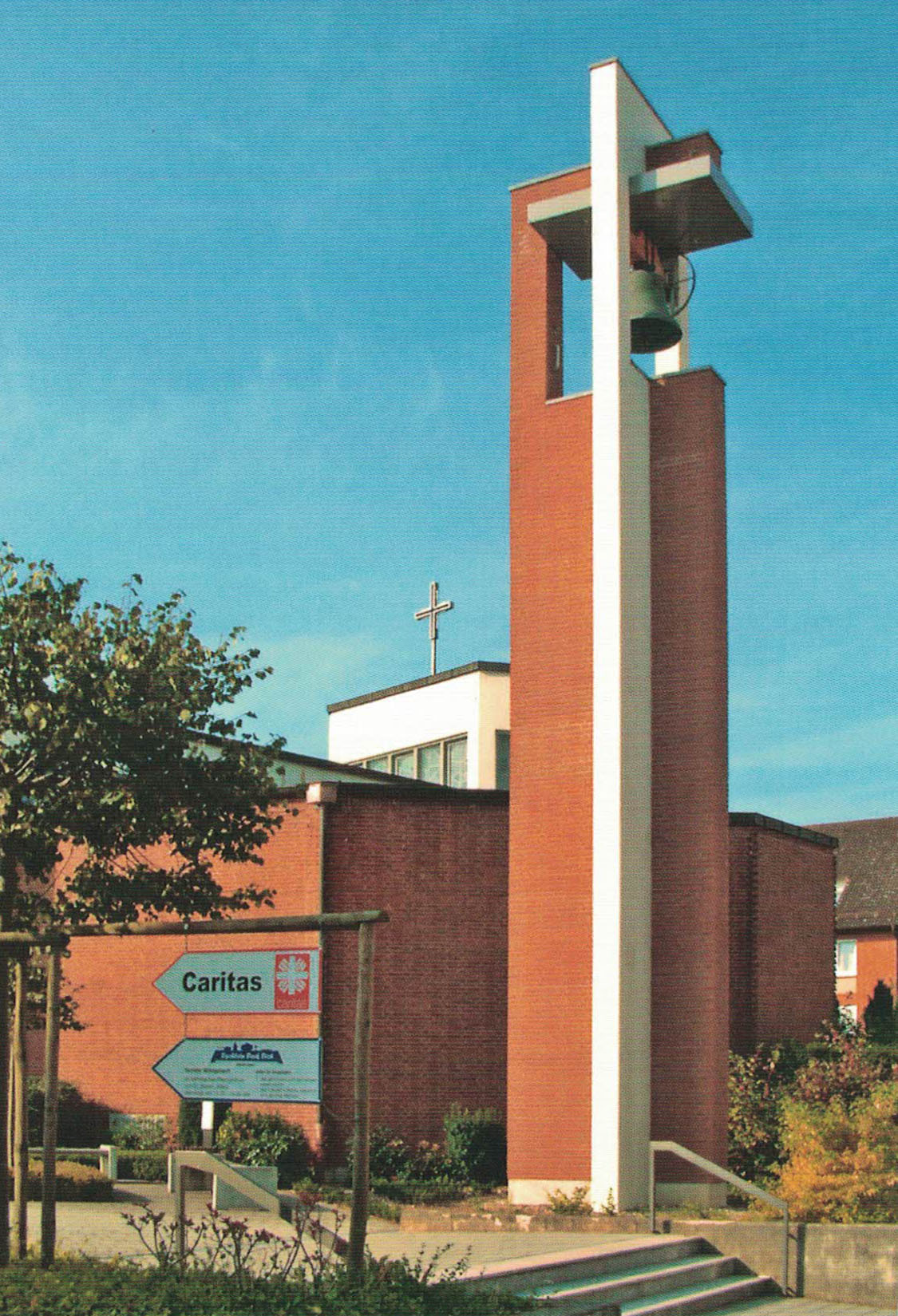
St.-Marien-Kirche

Die St.-Nicolai-Kirche, die Friedenskirche im Westen der Stadt und die Kirchen in den weiteren Alfelder Ortsteilen gehören zum Kirchenkreis Hildesheimer Land-Alfeld der evangelisch-lutherischen Landeskirche Hannovers.
Die katholische Pfarrgemeinde St. Marien gehört zum Dekanat Alfeld-Detfurth des Bistums Hildesheim. Zu ihr gehören neben der St.-Marien-Kirche in Alfeld seit 2006 auch die katholischen Kirchen in Delligsen, Duingen, Everode und Winzenburg. Weitere Glaubensgemeinschaften in Alfeld sind die Ecclesia, die Neuapostolische Kirche, die Evangelisch-Freikirchliche Gemeinde (Baptisten) sowie die Zeugen Jehovas.

## Politik

### Rat
Der Rat der Stadt Alfeld besteht momentan aus 32 Mitgliedern. Dies ist die festgelegte Anzahl für eine Gemeinde mit einer Einwohnerzahl zwischen 15.001 und 20.000. Der Rat wird bei den Kommunalwahlen für jeweils fünf Jahre gewählt. Die aktuelle Amtszeit begann am 1. November 2021 und endet am 31. Oktober 2026.
Die letzten Kommunalwahlen ergaben direkt nach der Wahl die folgenden Sitzverteilungen (in Klammern die erhaltenen Stimmen):
| Kommunalwahl       | SPD         | CDU        | BAL       | Grüne     | FDP     | DIE LINKE | PIRATEN | Gesamt   |
| ------------------ | ----------- | ---------- | --------- | --------- | ------- | --------- | ------- | -------- |
| 12. September 2021 | 12          | 10         | 3         | 4         | 1       | 1         | 1       | 32 Sitze |
| 11. September 2016 | 15 (12.698) | 10 (8.995) | 4 (3.136) | 2 (1.955) | 1 (785) | –         | –       | 32 Sitze |
| 11. September 2011 | 16 (12.740) | 10 (7.767) | 5 (3.641) | 3 (2.180) | –       | –         | –       | 34 Sitze |
| 10. September 2006 | 19 (15.353) | 10 (8.231) | 3 (2.518) | 1 (952)   | 1 (917) | –         | –       | 34 Sitze |

### Bürgermeister
Bürgermeister ist Bernd Beushausen (SPD). Er wurde erstmals am 10. September 2006 gewählt. Am 26. September 2021 wurde er in einer Stichwahl mit 52,04 % wiedergewählt und konnte sich gegen den CDU-Kandidaten Andreas Behrens (47,96 %) durchsetzen. In der Wahl vom 12. September 2021 erreichte Beushausen 45,12 %, Behrens 37,40 und Kerstin Funk-Pernitzsch (Grüne) 17,48 %.
Sein Stellvertreter ist Andreas Behrens (CDU).

### Wappen
Der Stadt wurde das Kommunalwappen am 3. Mai 1939 durch den Oberpräsidenten der Provinz Hannover verliehen. Der Landrat aus Alfeld überreichte es am 19. Dezember desselben Jahres.
| Wappen von Alfeld | Blasonierung: „In Rot ein silbernes Stadttor mit zwei viereckigen Zinnentürmen rechts und links und einem gotischen Treppengiebel inmitten. Im spitzbogigen Torraum ein goldenes Fallgatter, davor lehnt schräg nach rechts ein halbrunder Wappenschild, von Gold und Rot quadriert, in der Mitte mit einer blauen, gebuckelten Scheibe belegt.“ |
| Wappen von Alfeld | Wappenbegründung: Die Neugestaltung des Alfelder Wappens ist in Anlehnung an die Darstellung eines Alfelder Stadttores in der Sassenchronik von 1492 frei geschaffen. Nur sind an Stelle der dort runden Türme hier zwei viereckige Zinnentürme nach dem Vorbild des noch erhaltenen sogenannten Fillerturmes gestaltet. Das in den Toreingang gesetzte alte Stadtwappen ist mit seinen Farben zuerst 1437 bezeugt, aber ohne die blaue, gebuckelte Scheibe darin, die erstmals 1492 bildlich in der Sassenchronik dargestellt ist. |

### Flagge und Farben der Stadt
- Die Flagge ist gold-rot gestreift und mit dem Wappen der Stadt belegt.
- Die Farben sind die Hildesheimer Farben: Gold-Rot.

### Städtepartnerschaften
- Seit dem 15. Dezember 1991 ist Alfeld eine Partnerstadt der britischen Stadt Wakefield.
- Das Gymnasium pflegt eine Partnerschaft mit einer Schule in der französischen Stadt Nîmes.

## Kultur und Sehenswürdigkeiten

### Bauwerke

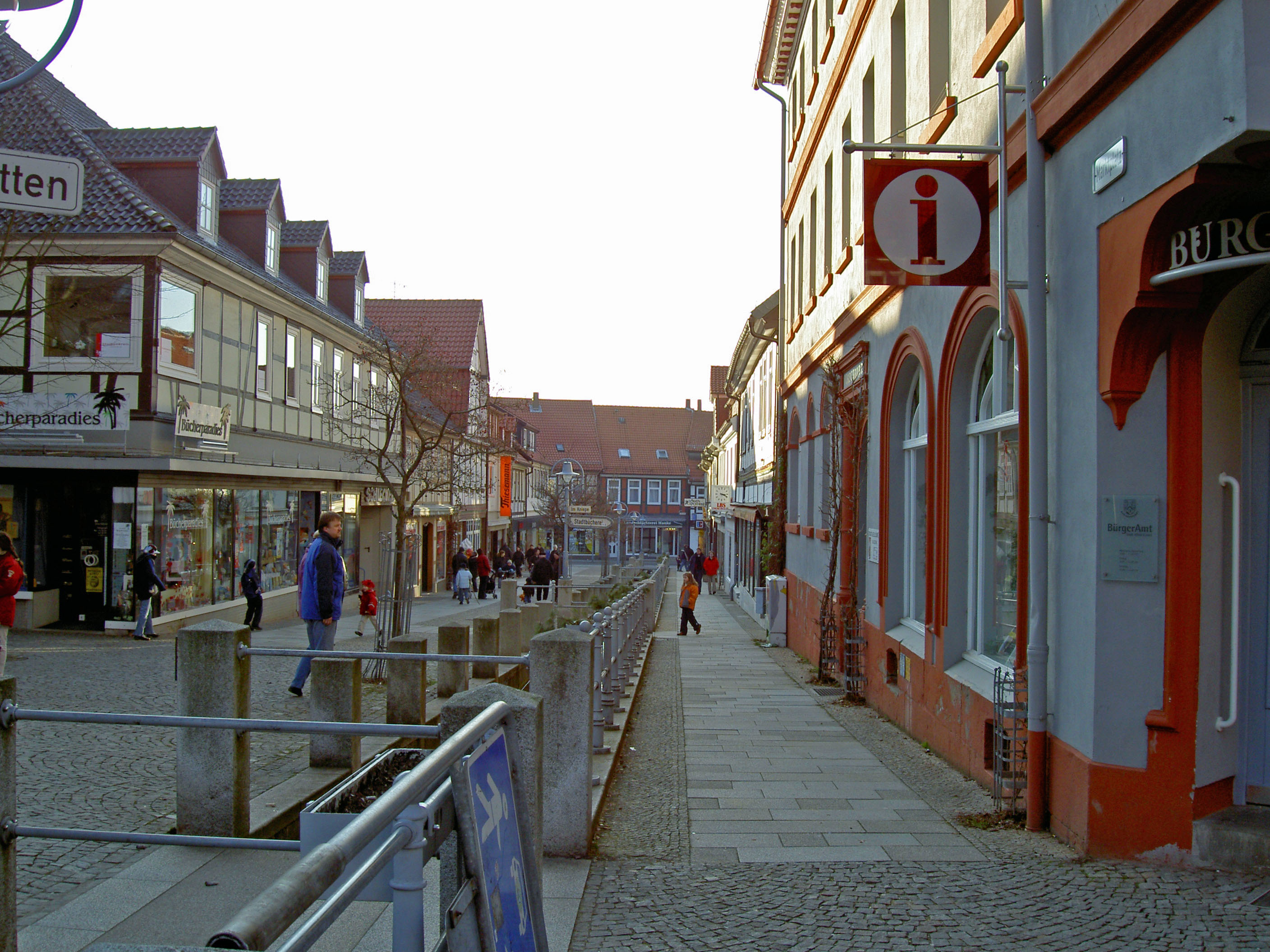
Marktstraße

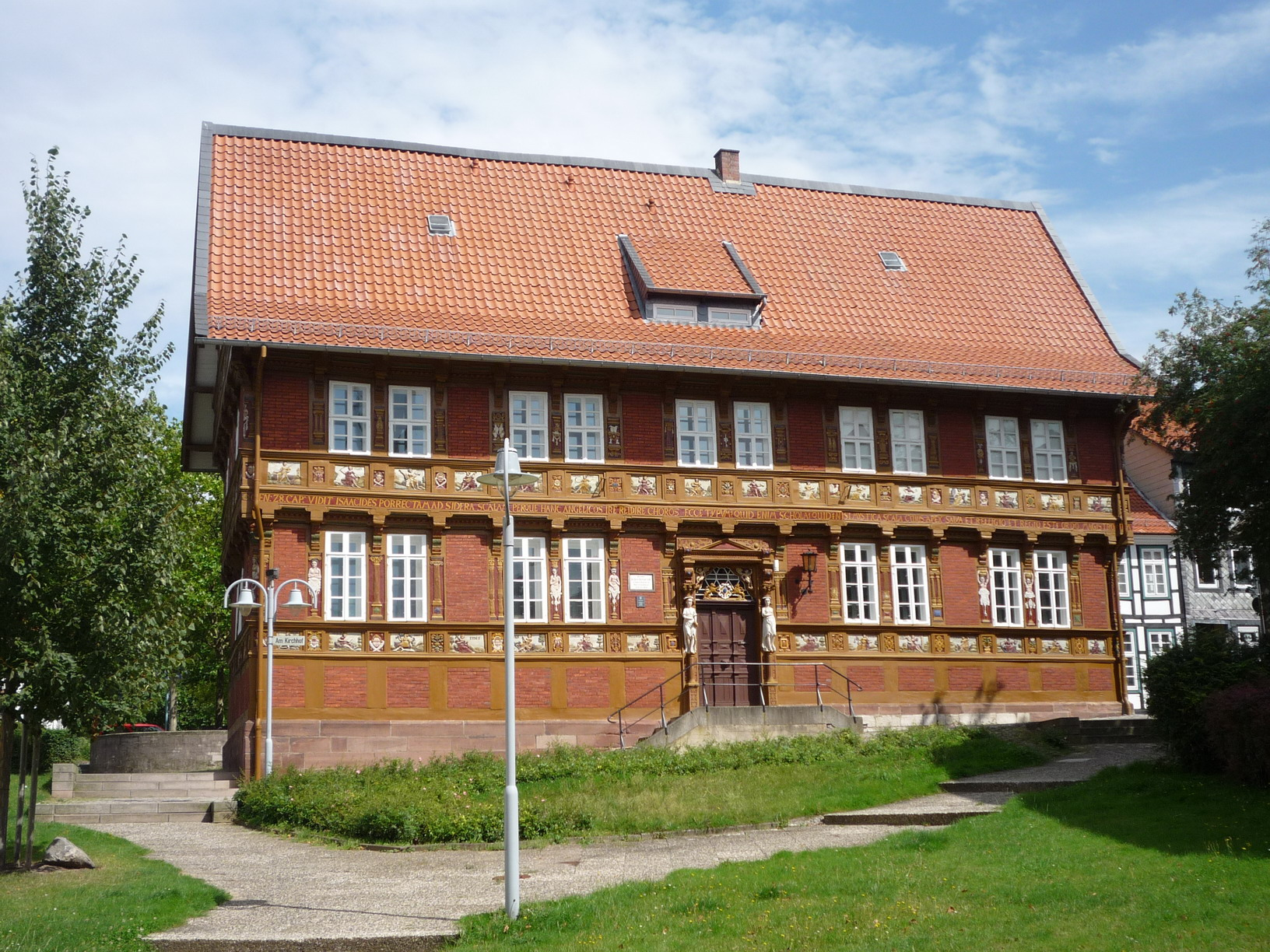
Alte Lateinschule, heute Stadtmuseum

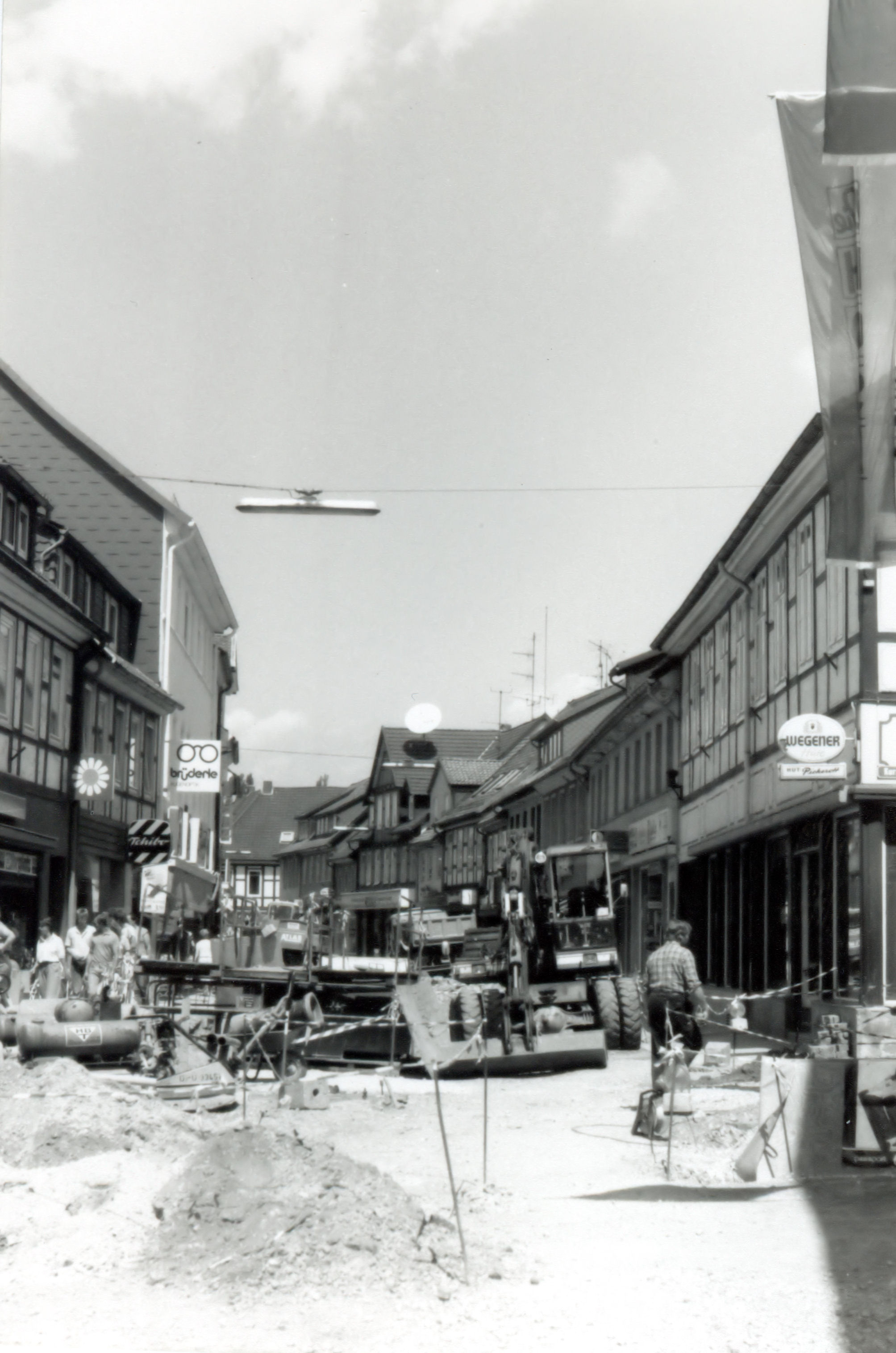
Umbau der Alfelder Innenstadt im Sommer 1988

Das Bild der Alfelder Altstadt wird geprägt von Fachwerkbauten, die nach verheerenden Stadtbränden der Vergangenheit allerdings überwiegend dem 19. Jahrhundert entstammen. Aufgrund der sehenswerten Fachwerkhäuser ist Alfeld eine Station der Deutschen Fachwerkstraße.
Ein beeindruckendes Bauwerk der Renaissance unter den Fachwerkbauten ist die Lateinschule von 1610. Sie ist mit zahlreichen Schnitztafeln geschmückt, deren Bildprogramm ein umfassendes Bild der Bildungsinhalte des Späthumanismus vermittelt. Zahlreiche symbolische Bezüge der Darstellungen verweisen auf den pansophischen Zeithintergrund des frühen 17. Jahrhunderts, also der Zeit eines Jakob Böhme oder eines Johann Valentin Andreae, so die Darstellung der chymischen Hochzeit und die Jakobsleiter. Unter anderem sind die Allegorien für die sieben freien Künste mit den Symbolen Grammatik (Rute), Dialektik (Schlange oder Hundekopf), Rhetorik (Tafel und Griffel), Musik (Musikinstrument), Arithmetik (Rechenbrett), Geometrie (Zirkel oder Staubtafel) und Astronomie (Astrolabium) dargestellt. Die Lateinschule beherbergt heute das Museum der Stadt Alfeld. Das dazugehörige Tiermuseum ist im Nachbargebäude untergebracht. Unterhalb des Tiermuseums schließt sich an der Südseite des Kirchhofs die historische Ratsbadstube an, deren ältester urkundlicher Nachweis aus dem Jahr 1501 datiert. Die Gebäude der Ratsbadstube umfassen einen Gewölbekeller aus Sandstein (ein Tonnengewölbe mit 110 m² Grundfläche und 3,50 m Scheitelhöhe) und drei darauf errichtete Fachwerkhäuser.
Bemerkenswert ist das sogenannte Alfelder Planetenhaus, das nach einer früher am Gebäude angebrachten Inschrift 1608 erbaut sein dürfte. Es weist zwei Schnitzplattenreihen auf, die Darstellungen der sieben Planeten und der fünf Sinne zeigen. Die Gegenüberstellung von Planeten bzw. Metallen und dem menschlichen Körper ist vor dem Zeithintergrund als Darstellung der Entsprechung von Mikrokosmos und Makrokosmos gemäß Paracelsus zu lesen. Am Planetenhaus findet sich auch ein Schnitzfries mit der Darstellung des Einhorns und zweier Fabelwesen, vermutlich handelt es sich hierbei um Apothekersymbolik. Der urkundliche Nachweis einer Apotheke im Planetenhaus ist jedoch – trotz Hinweisen auf das Vorhandensein einer Einhornapotheke im Alfeld des 17. Jahrhunderts – bislang nicht gelungen. Weitere mit Schnitzplatten verzierte Gebäude in Alfeld waren das Anfang des 20. Jahrhunderts abgebrannte Kaland-Haus aus dem späten 16. Jahrhundert (einzelne Platten sind erhalten und werden in der als Heimatmuseum genutzten Lateinschule aufbewahrt) und ein weiteres Gebäude am Marktplatz, dessen Schnitzplatten aber bereits gegen Ende des 19. Jahrhunderts entfernt wurden.

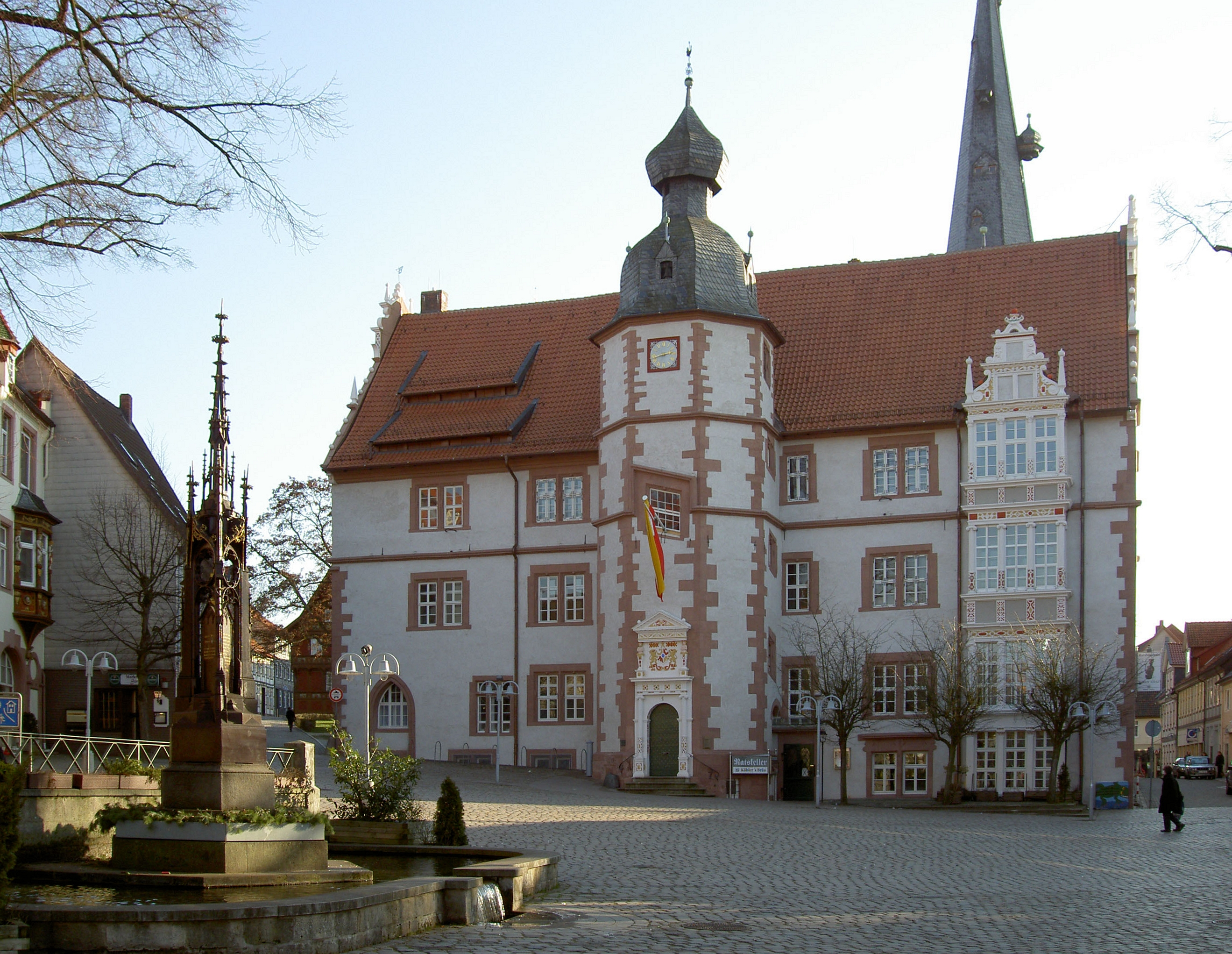
Alfelder Rathaus, dahinter St. Nicolai

Bemerkenswert unter den älteren Bauten ist auch das renovierte Rathaus, das sich in seinem heutigen Erscheinungsbild (seit 1586) als ein Bau der sogenannten Weserrenaissance darstellt. Spuren früherer gotischer Baustufen sind noch zu erkennen, so ein (überformter) gotischer Treppengiebel im Westen. Unterhalten wird das Rathaus von der Waltraud-und-Burghard-Meyer-Stiftung (beide Gründer sind aus Alfeld).
Sehenswert ist die gotische Hallenkirche St. Nicolai, die bereits 1205 Archidiakonatskirche war und heute (seit 1542 evangelisch) als Stadtkirche Alfelds die Hauskirche des Alfelder Superintendenten ist. Superintendentin ist seit dem 1. Advent 2011 Katharina Henking, die erste weibliche Superintendentin nach 470 Jahren. Die Reformation wurde von Bugenhagen in Alfeld eingeführt.
Der Hauptaltar der St.-Nicolai-Kirche, die ursprünglich dem Stadtpatron, dem Heiligen Nikolaus, und der Heiligen Jungfrau Maria geweiht ist, steht heute in der Minoritenkirche (Köln), wohin ihn ein früherer Superintendent eigenmächtig verkauft haben soll. Das Schicksal des Altars und seines Verkäufers ist exemplarisch insbesondere für den Umgang der Alfelder Kirche mit den ihr anvertrauten kunsthistorischen Kostbarkeiten, dem zahlreiche Altäre und Epitaphe zum Opfer fielen. Von den Resten der ursprünglich reichen Innenausstattung der St.-Nicolai-Kirche ist ein frühgotisches Triumphkreuz aus dem ersten Drittel des 13. Jahrhunderts hervorzuheben, vielleicht das einzige Kunstwerk von Weltkunstrang in Alfeld.
Im 13. Jahrhundert erhielt Alfeld eine Stadtbefestigung, zunächst bestehend aus einer Stadtmauer mit vier Stadttoren. Diese hießen Perkdor (Sedanstraße), Holzerdor (Holzer Straße), Hörserdor (Seminarstraße) und Leyndor (Leinstraße). Später wurde der Mauer ein Wall vorgelagert. Einer der Stadttürme ist der bis heute erhaltene, im 15. Jahrhundert erbaute Fillerturm. Er erhielt seinen Namen nach dem Abdecker, dem Filler. Der größte Teil der Stadtbefestigung ist zwischen dem Ende des 18. und dem späten 19. Jahrhundert abgebrochen worden und bis auf unbedeutende Reste freundlich angelegten Parkanlagen gewichen.
Die katholische Kirchengemeinde erbaute 1971 die moderne Pfarrkirche St. Marien, nachdem der neugotische Vorgängerbau von 1903 wegen Bodensenkungen abgerissen werden musste.
Seit 1813 gab es in Alfeld eine staatliche Lehrerausbildung. Diese hatte ihren Ort zunächst in der alten Lateinschule, dem heutigen Museum. 1853 wurde im Beisein von König Georg V. von Hannover der Grundstein für ein neues Seminargebäude auf dem heutigen Seminarplatz gelegt. 1925 kamen eine staatliche Aufbauschule und eine Lehrerbildungsanstalt in das Gebäude. 1946 nahm hier die Pädagogische Hochschule Alfeld ihren Lehrbetrieb auf. Diese wurde 1970 nach Hildesheim verlegt und das Seminargebäude wurde 1972 abgerissen.

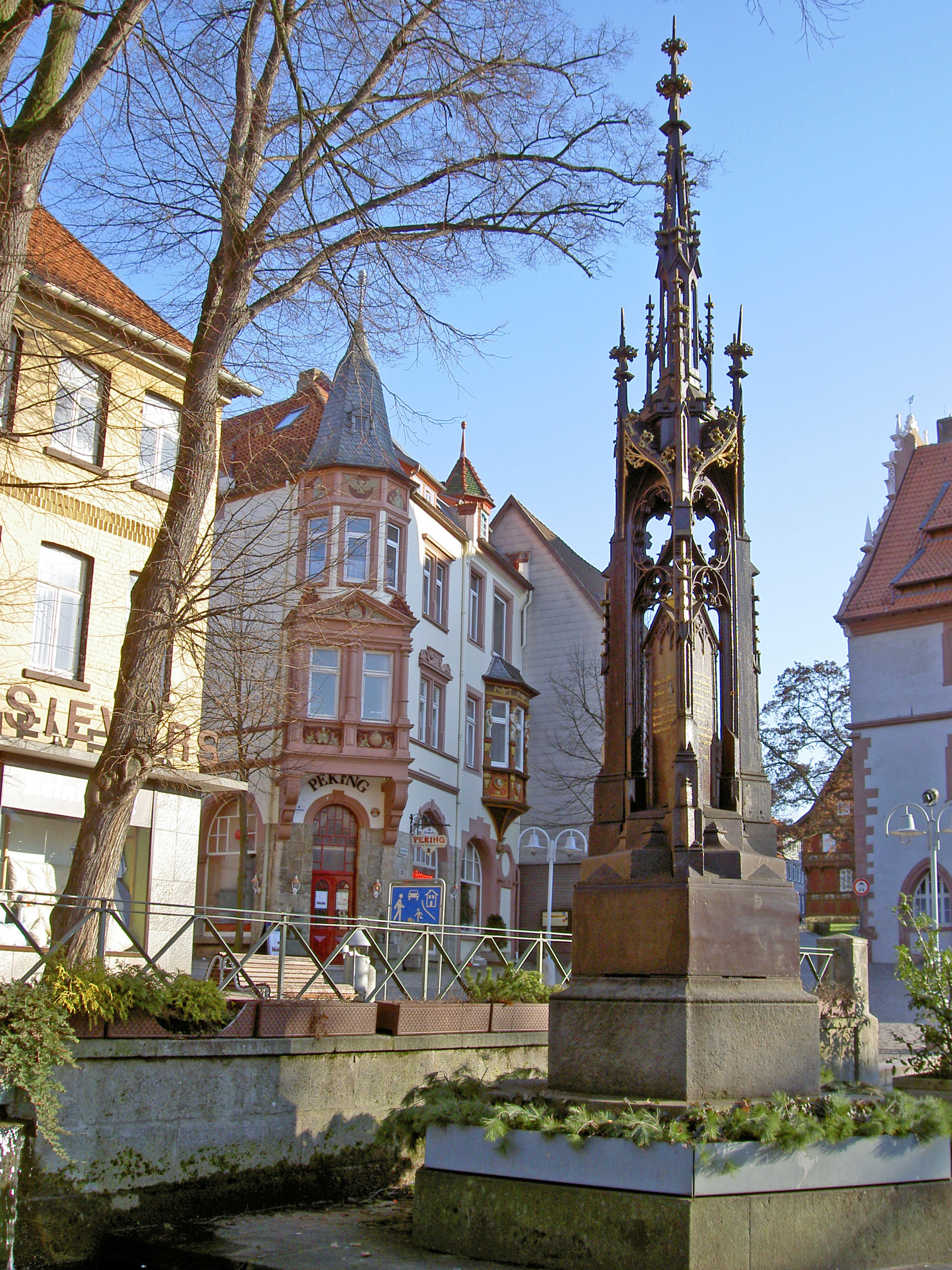
Brunnen auf dem Marktplatz
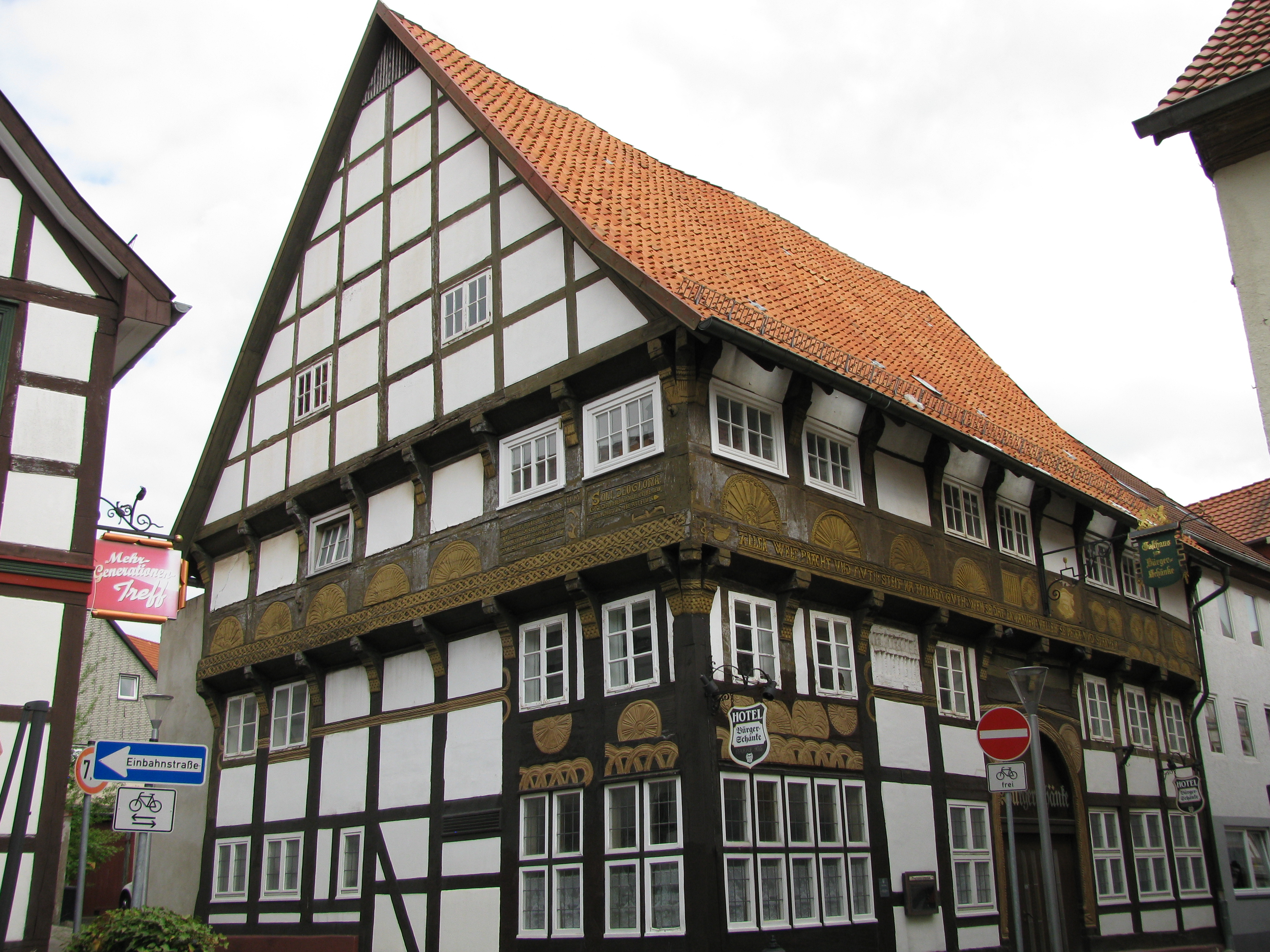
Beispiel für Fachwerkarchitektur in Alfeld
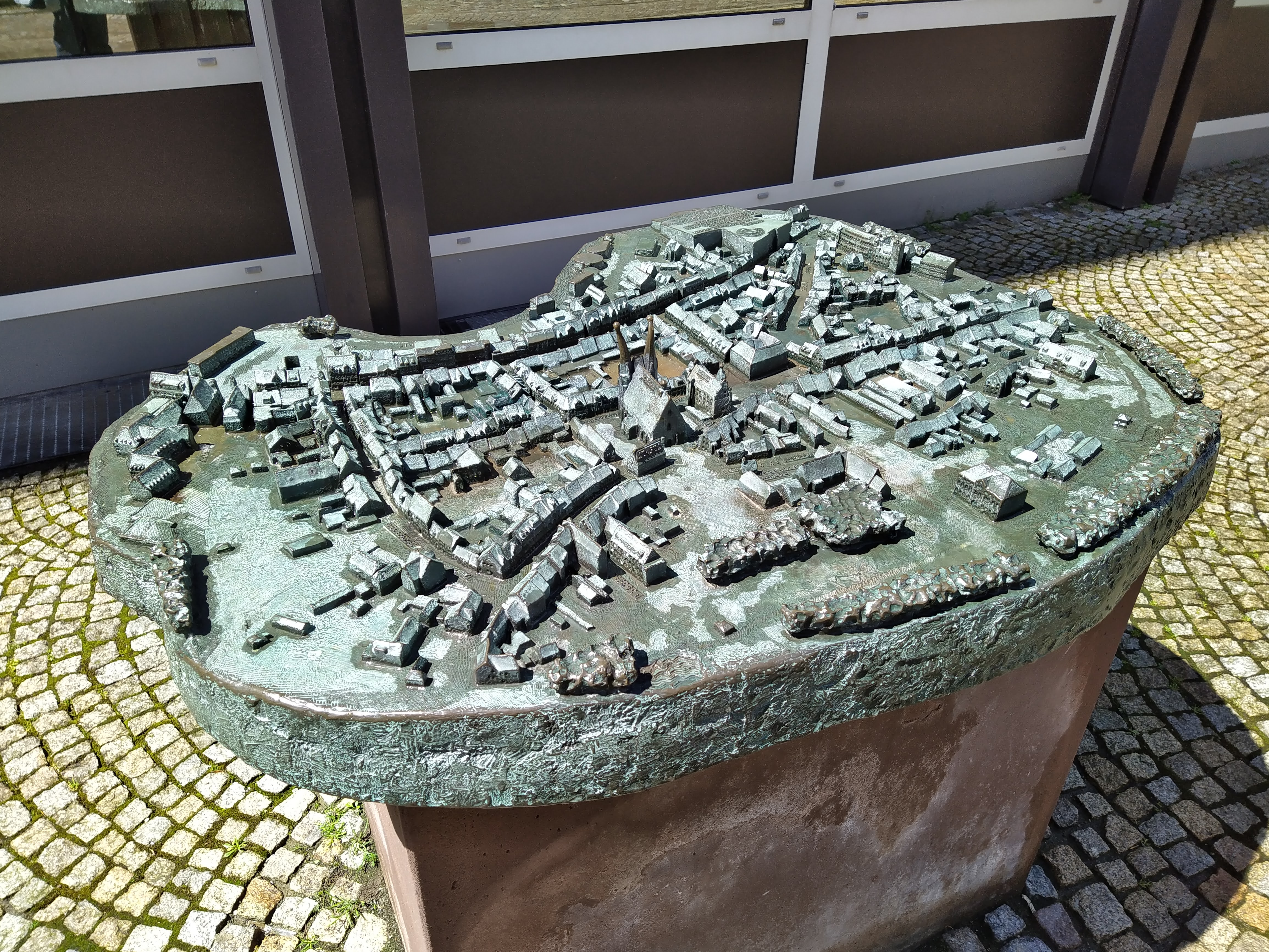
Stadtmodell in der Fußgängerzone
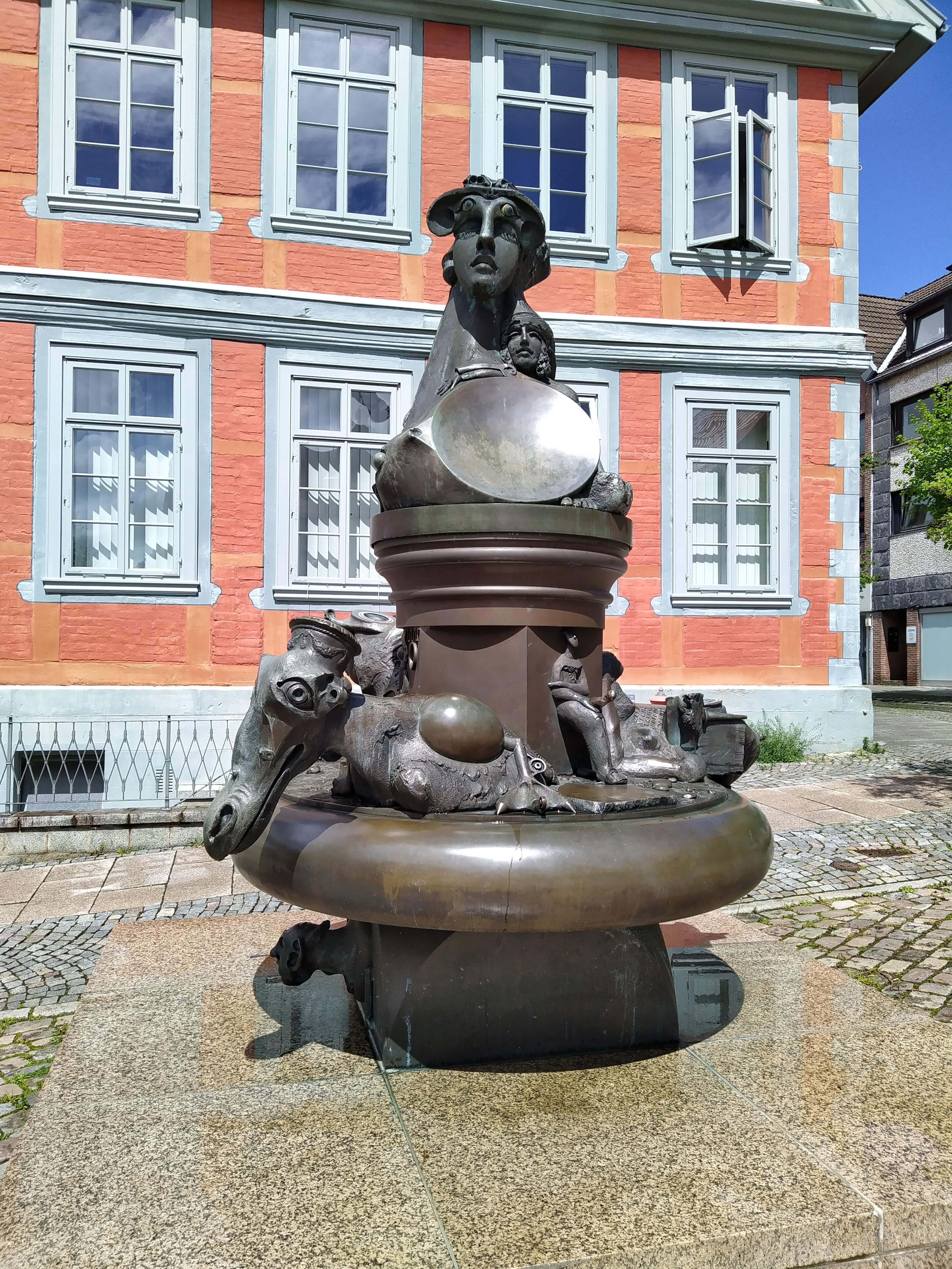
„Die Zeit und ihre Geister“ auf dem Marktplatz, im Hintergrund Stadtkämmerei
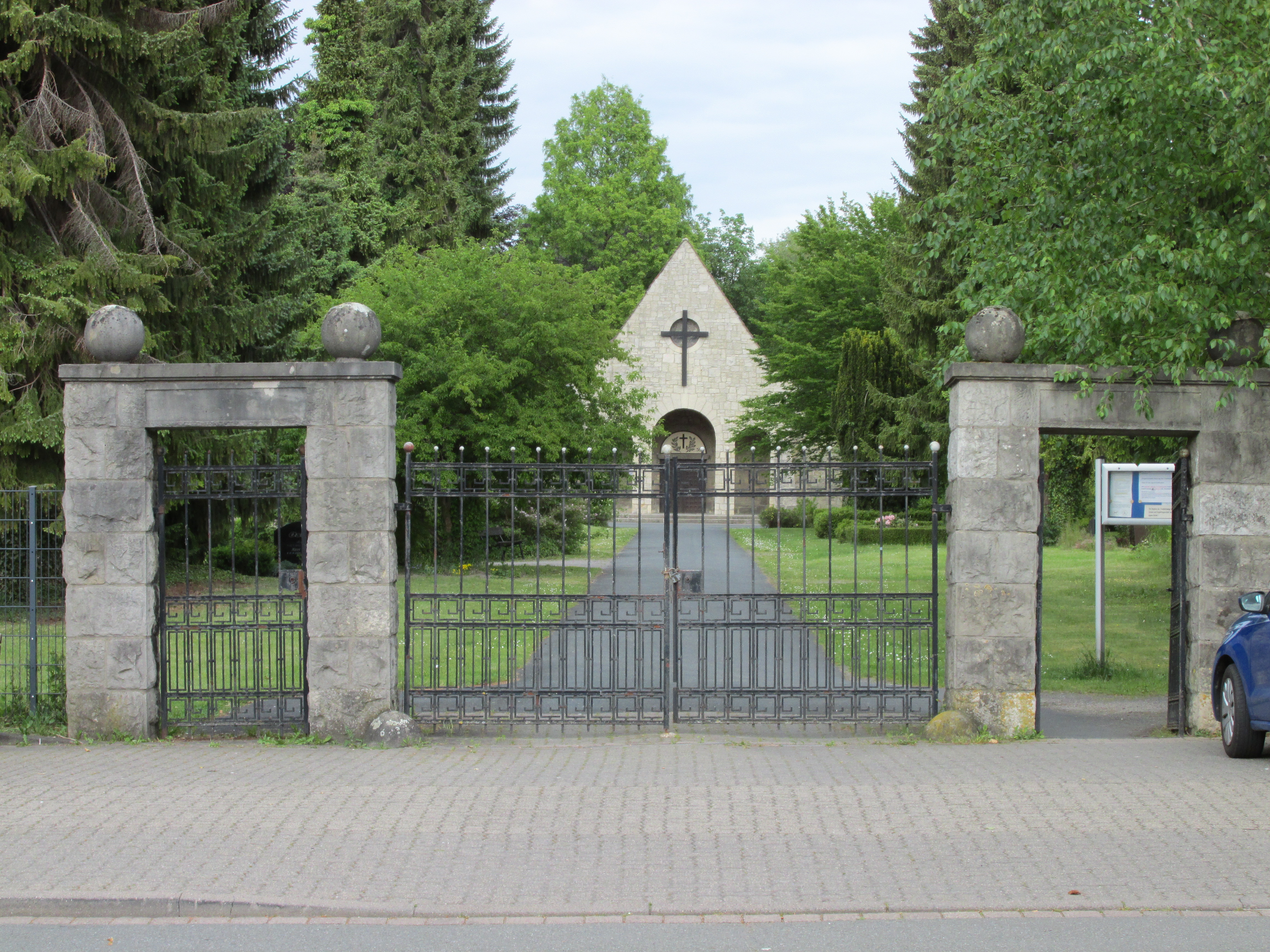
Haupteingang des Stadtfriedhofs

### Baudenkmale
UNESCO-Weltkulturerbe FAGUS-Werk

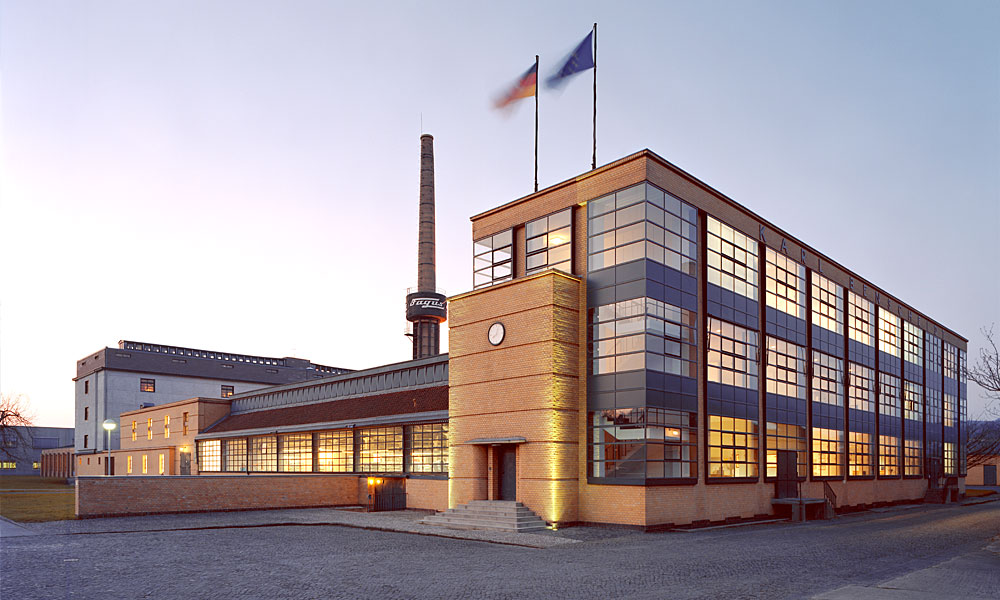
Fagus-Werk in Alfeld (Frontale)

Überregional bekannt ist Alfeld für die Architekturgeschichte des 20. Jahrhunderts, die sich in den von 1910 bis 1915 nach Entwürfen von Walter Gropius erbauten Gebäuden des Fagus-Werks in Alfeld manifestiert. Der Fabrikbau gilt als ein richtungweisendes Werk der modernen Architektur und war Vorläufer des Bauhauses Dessau. Zahlreiche weitere, zum größten Teil in Privathand befindliche Bauten von Walter Gropius sind in und um Alfeld vorhanden, aber so gut wie unbekannt. Viele sind bereits durch die derzeitigen Eigentümer bis zur Unkenntlichkeit umgebaut worden.
Das Fagus-Werk steht unter Denkmalschutz, in ihm wird aber dennoch täglich gearbeitet. Am 25. Juni 2011 wurde die Fabrikanlage zum UNESCO-Weltkulturerbe erklärt. Auf dem Gelände befindet sich ein Museum. Im ehemaligen Lagerhaus wird eine Ausstellung über Holz, Schuhmoden, Menschen bei Fagus und anderes mehr gezeigt.
Die komplette, von Gropius entworfene Inneneinrichtung einer Alfelder Industriellenvilla, der Benscheidtschen Villa, wurde von den Nachfahren der ursprünglichen Besitzer in Monaco versteigert. Grund war, dass sich in Alfeld nicht die erforderlichen 100.000 D-Mark für den Ankauf des kulturgeschichtlich wertvollen Ensembles durch die öffentliche Hand aufbringen ließen.
Ende des Jahres 2005 bot sich die Gelegenheit, die von Gropius entworfenen Küchenmöbel zurückzuersteigern. Das Ensemble besteht aus einem Buffet, einer Anrichte, Küchentisch mit zwei Stühlen und einem Brennholzkasten – alles im schlichten, schnörkellosen und kubischen Stil in Esche weißlackiert. Die Möbel sind in der Ausstellung im Fagus-Werk zu sehen.

### Baumdenkmal
Das Baumdenkmal für die Deutsche Einheit befindet sich an Stiefels Teich unterhalb des Gymnasiums. Die drei Bäume wurden am 2. Oktober 2014 anlässlich des 25. Jahrestages des Mauerfalls und der nachfolgenden Wiedervereinigung Deutschlands gepflanzt.

### Stadtmuseum
Gegründet wurde das Museum 1928 und befindet sich im Gebäude der Alten Lateinschule. Die Ausstellung zeigt die Geschichte der Stadt auf und beinhaltet zusätzlich wechselnde Sonderausstellungen.

### Tiermuseum
Das Tiermuseum befindet sich neben dem Stadtmuseum und beschäftigt sich mit der Zeit des internationalen Tierhandels in Alfeld. Gezeigt wird eine große Auswahl von teilweise exotischen Tieren, darunter bedrohte oder ausgestorbene Arten, die von der größten Tierhandelsfirma Ruhe KG vertrieben wurden.

### Schnarchmuseum und Schlafinstitut
Im Alfelder Ortsteil Langenholzen befindet sich das Alfelder Schnarchmuseum als einziges Schnarchmuseum der Welt. Es zeigt etwa 400 Ausstellungsstücke vom 18. Jahrhundert bis in die Neuzeit rund um das Schnarchen.
Der Leiter des Alfelder Schnarchmuseums, der Arzt Josef A. Wirth, betreibt das Institut für Schlafdiagnostik und Therapie in Alfeld. Es beschäftigt sich mit dem Schlaf und hilft z. B. bei Schlafstörungen wie Ein- und Durchschlafstörungen, krankhaftem Schnarchen, nächtlichen Atmungsstörungen, unruhigen Beinen, Schlafwandeln etc. Im Schlaflabor (im AMEOS-Klinikum Alfeld) können Patienten untersucht und behandelt werden.

### Fotomuseum
Aus dem Nachlass der Fotografen Richard Theodor Julius Püscher (1885–1960) und Eberhard Püscher (1922–1994), die jahrzehntelang dokumentarisch das gesellschaftliche Leben der Stadt bildlich festhielten, entstand die Sammlung Püscher.

### Grünflächen und Naherholung
In der Leineaue entsteht seit 2013 ein Auenpark zwischen der Leinebrücke und der Sportanlage an der Ziegelmasch. Eschen, Weiden und Erlen werden die Auenlandschaft prägen. In den Sommermonaten wird direkt an der Leine an einem Sandstrand ein Biergarten aufgebaut. Weiterhin befindet sich in der Innenstadt ein halbkreisförmiger Stadtpark mit mehreren Teichen sowie in Nähe des Friedhofs und des Gymnasiums Alfeld ein kleiner Park mit dem Stiefelsteich.

### Regelmäßige Veranstaltungen
- Alfeld nimmt regelmäßig am Hansetag teil, der in Erinnerung an die Tradition der Hanse seit 1980 einmal im Jahr veranstaltet wird.
- Alle zwei Jahre findet in Alfeld das Hirschberger Heimattreffen statt. Hintergrund ist, dass der ehemalige Landkreis Alfeld (Leine) im Jahr 1959 die Patenschaft für Vertriebene aus dem niederschlesischen Hirschberg (jetzt Jelenia Gora) übernommen hatte. Zuletzt fand 2010 das 26. Heimattreffen statt.[25][26]

### Vereine und Sportangebote
- Der größte örtliche Verein ist die SV Alfeld. Er bietet eine große Auswahl an Sportarten an, darunter Fußball, Handball, Leichtathletik, Turnen und 16 weitere Sportarten.
- Der Postsportverein Alfeld bietet die Sportarten Tischtennis, Schwimmen, Gymnastik und Jonglage an. Die vereinseigene Halle befindet sich in der Ziegelmasch, dem Sportzentrum Alfelds.
- Der Alfelder Ortsverein der Naturfreunde unterhält seit Anfang der 1930er Jahre auf dem Schlehberg bei Alfeld ein Naturfreundehaus.
- Der Sportschützenverband Alfeld von 1954 e. V. besitzt ein Schützenhaus in der Ziegelmasch.
- Mit Quantum, Bushido Alfeld e. V. und Dojokun e. V. sind in der Stadt drei Kampfsportschulen ansässig.
- Die Tanzschulen Pattke und Schuppmann bieten Tanzkurse an.

### Sportstätten
- 7-Berge-Bad Alfeld, Allwetterbad mit mehreren Schwimmbecken sowie Sprungturm und Röhrenrutsche
- Hindenburgstadion, Fußballstadion mit Laufbahn und eingezäuntem Mehrzweckplatz
- Eingezäunter B-Fußballplatz und Fußballplatz in den Leinewiesen
- Sporthallen der BBS, des Gymnasiums, der Realschule, der Dohnser Schule, der Hauptschule und SVA-Halle

## Wirtschaft und Infrastruktur

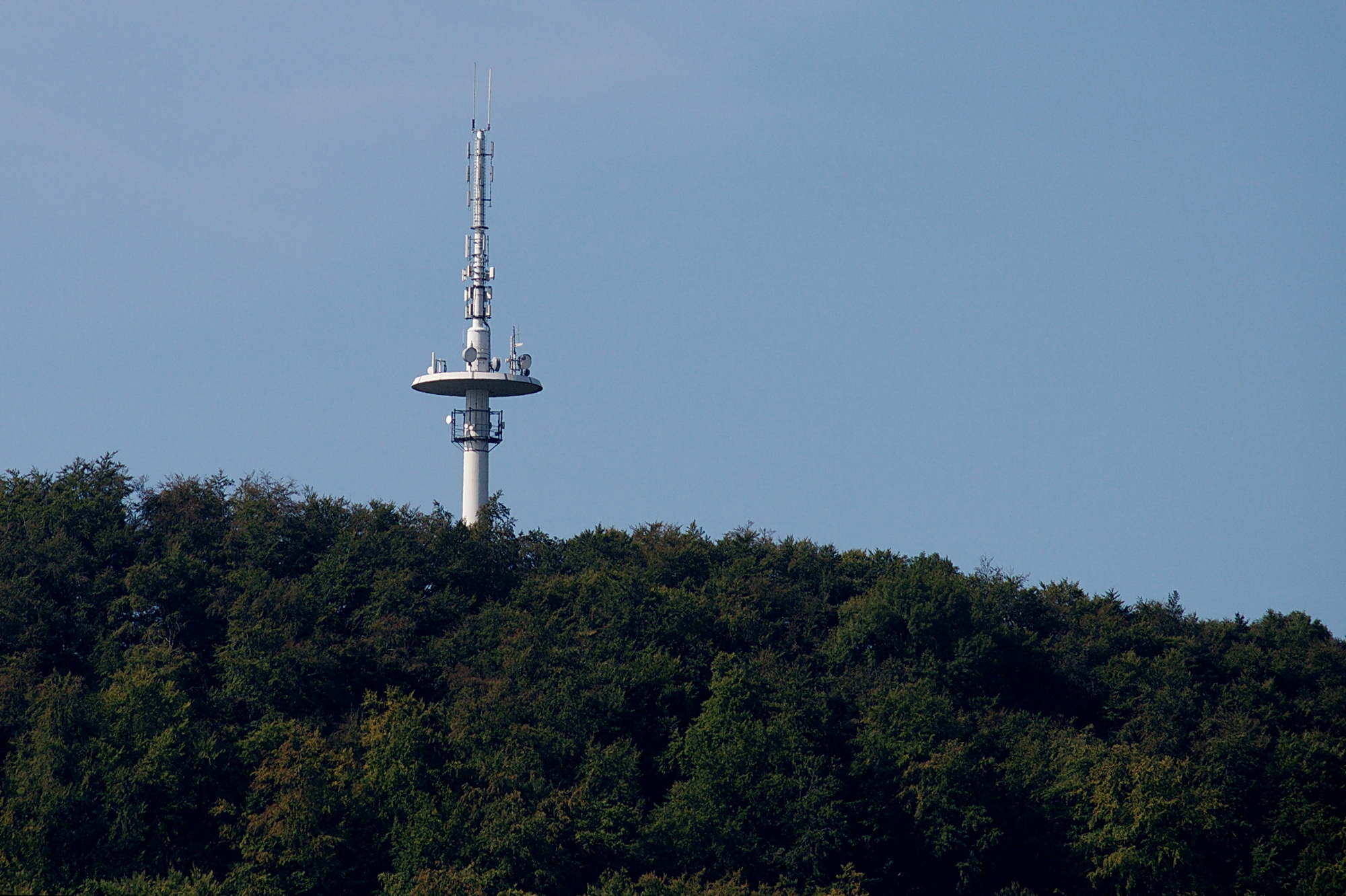
Fernmeldeturm auf dem Reuberg

### Unternehmen

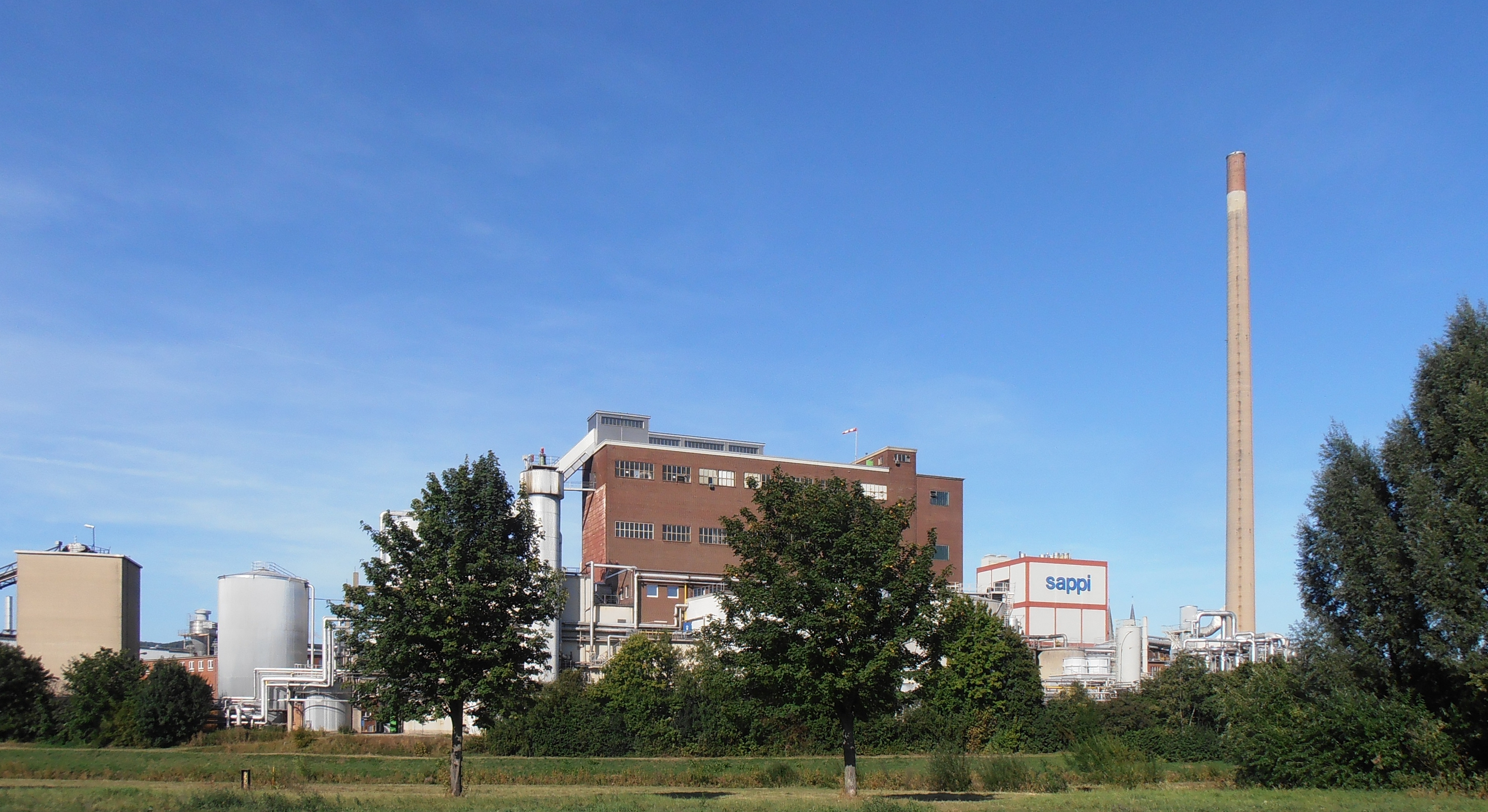
Papiermühle der Sappi Alfeld GmbH

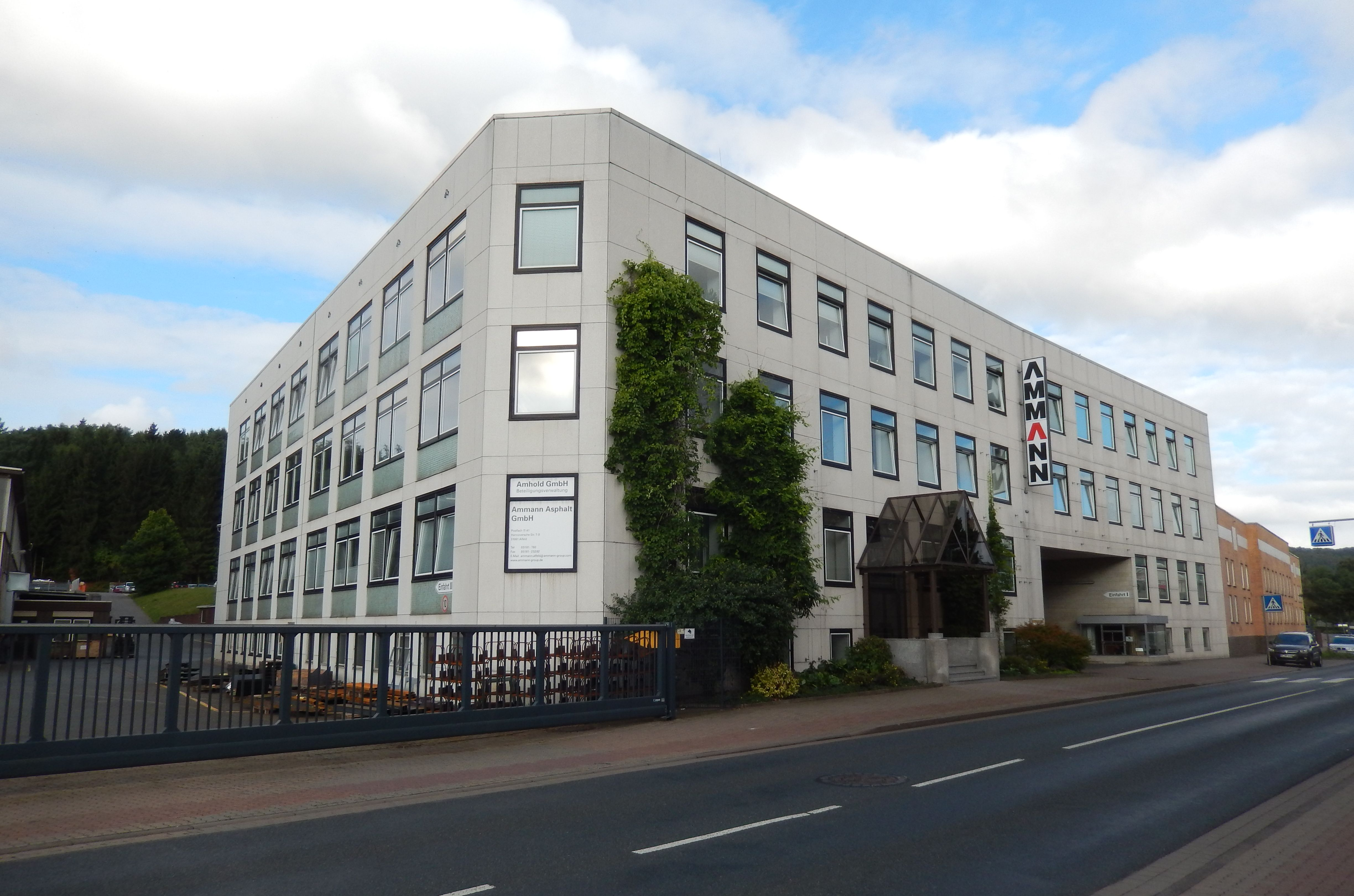
Verwaltungsgebäude der Ammann Asphalt GmbH, bis 1984 Alfelder Eisenwerke

Die Alfelder Papierfabrik ist neben dem Fagus-Werk (Fagus-GreCon und Weinig Grecon) und der Ammann Group (übernahm 1984 die Alfelder Eisenwerke) einer der größten Arbeitgeber in der Region.
Die Papiermühle der Familie Spies, als Ursprung der Papierfabrik, wurde 1706 erbaut. Im Jahre 1992 wurde die Hannoversche Papierfabriken Alfeld-Gronau AG in die weltweit tätige Sappi-Gruppe (South African Pulp and Paper Industries) integriert und 1998 in Sappi Alfeld umbenannt. In Alfeld befindet sich eine von drei Produktionsstätten des Unternehmens in Deutschland. Sie stellen mit rund 1000 Mitarbeitern grafische Papiere, Spezialpapiere und Zellstoff her. Der Sappi-Schornstein ist mit seinen 150 m, neben den beiden etwa 50 m hohen Türmen von St. Nicolai und dem 22,12 m hohen Himmelbergturm (auf 307,5 m über NN), eines der höchsten Wahrzeichen der Stadt. Zum 300-jährigen Jubiläum der Alfelder Papierherstellung wurde am 2. Juni 2006 eine Skulptur der Goslarer Künstlerin Monika Jain enthüllt. Sie steht auf dem Kreisverkehr vor dem Haupteingang des Sappi-Geländes und stellt einen Kollergang, ein Mahlwerk einer Mühle dar. Vom 8. bis 10. September 2006 öffnete das Werk das erste Mal seine Pforten für die Allgemeinheit im Rahmen eines Wochenendes der offenen Tür.
Die Künkel-Wagner Germany GmbH stellt mit weltweit 400 Mitarbeitern und 60 Mio. Euro Umsatz (2012) Gießerei- und Formanlagen her.

### Medien
- Alfelder Zeitung, täglich erscheinende Zeitung
- Sieben, ein monatlich erscheinendes, kostenloses Magazin
- Die Woche Alfeld, eine Wochenzeitung

### Verkehr
Alfeld liegt an der Leine und ist mit Hannover über den Nordabschnitt der Hannöverschen Südbahn verbunden. Diese wurde ab 1847 gebaut, da Hannover mit Kassel verbunden werden sollte. Man entschied sich für die günstigste Trasse, die durch das Leinetal und durch Alfeld führte. Der vorläufige Endpunkt war Göttingen. Am 30. April 1853 wurde sie vom ersten Zug befahren. Danach siedelten sich viele Unternehmen in Alfeld an, das sich zu einer Industriestadt wandelte. Es entstand ein Gewerbegebiet im Bereich des Bahnhofs.
Etwa 140 Jahre später (1991) löste die Schnellfahrstrecke Hannover–Würzburg die alte Verbindung ab. Dennoch zählt die alte Nord-Süd-Strecke zu einer der wichtigsten und am stärksten befahrenen Eisenbahntrassen Deutschlands. Alfeld bekam einen IC-Halt und wird seit Dezember 2005 auch vom metronom bedient, der die Regionalzüge der DB Regio ersetzt. Am 25. September 2005 wurde die metronom-Lok ME 146-13 auf den Namen Alfeld (Leine) getauft (ähnlich wie bei „Zugbenennung“ dargestellt). Die Modernisierung des Alfelder Bahnhofs – gebaut 1978, gefolgt vom Abriss des alten Bahnhofsgebäudes – kostete insgesamt 2,72 Millionen Euro (finanziert von Land, Bund, DB und Stadt) und wurde im November 2006 nach rund zehn Monaten abgeschlossen.
Seit dem Fahrplanwechsel im Dezember 2009 ist die Zahl der Intercity-Züge, die Alfeld bedienen, stark ausgedünnt. Die meisten IC verkehren nun statt über die Hannöversche Südbahn auf der Schnellfahrstrecke Hannover–Würzburg. Lediglich drei Intercity-Verbindungen verblieben im Leinetal und halten in Alfeld, Northeim und Kreiensen. Zum Dezember 2018 wurden diese auf ICE-Züge der Linie 26 umgestellt.

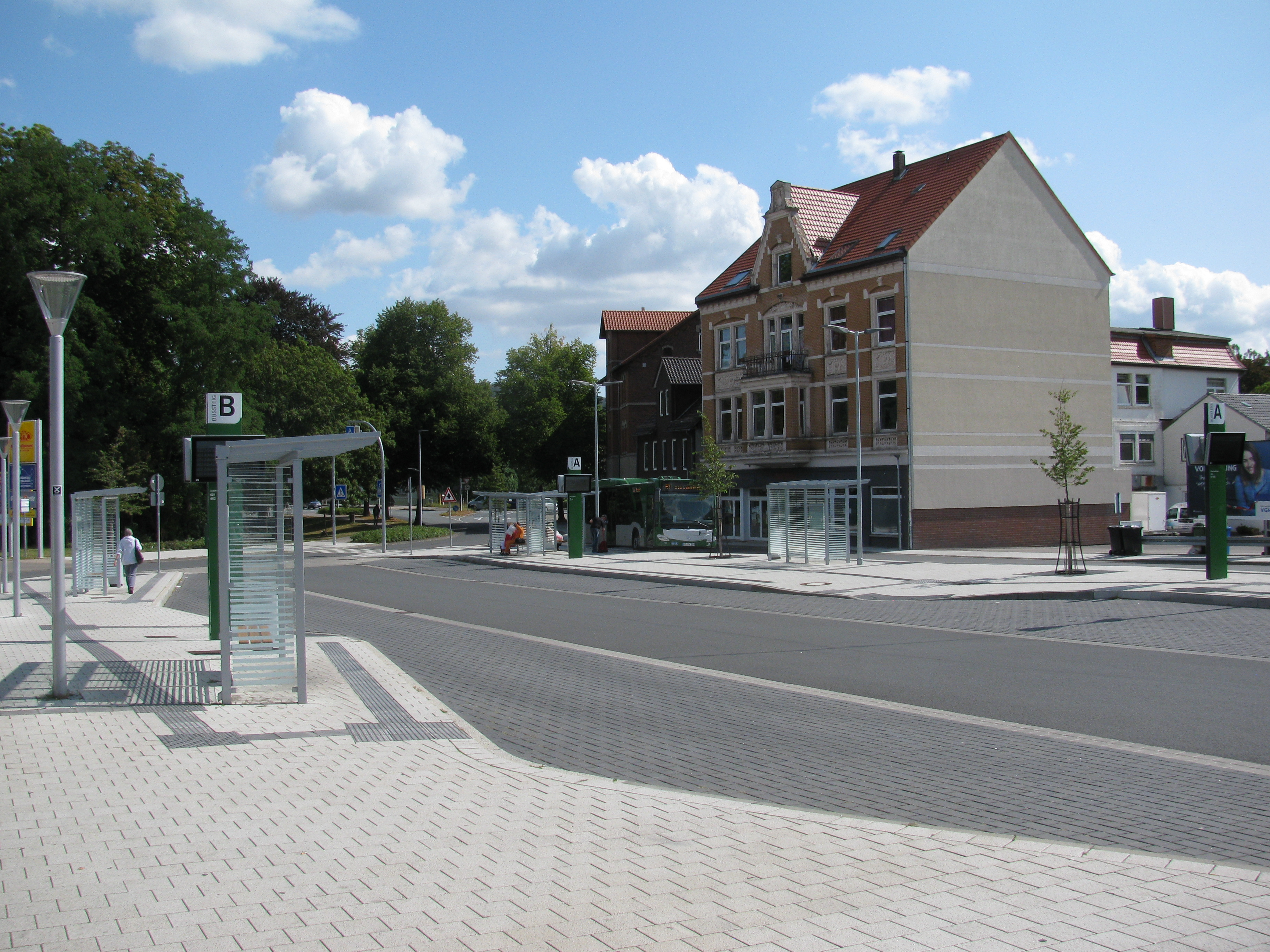
Bahnhofsplatz mit Busbahnhof

Den ÖPNV in und um Alfeld betreibt der Regionalverkehr Hildesheim (RVHI) mit zwei Stadtbuslinien und mehreren Regionallinien. Außerdem besitzt ein ortsansässiger Omnibusbetrieb ebenfalls Konzessionen für zwei Regionalbuslinien von Alfeld in die umliegenden Orte.
Die Bundesstraße B 3 führt direkt durch den Alfelder Ortsteil Limmer und die dortigen Gewerbegebiete. Die Nordtangente, 1986 fertiggestellt, und die Göttinger Straße verbinden die Stadt mit der Bundesstraße.

### Bildungseinrichtungen

#### Grundschulen
- Bürgerschule Alfeld
- Dohnser Schule Alfeld

#### Förderschulen
- Erich-Kästner-Schule
- Gudrun-Pausewang-Schule

#### Weiterführende Schulen

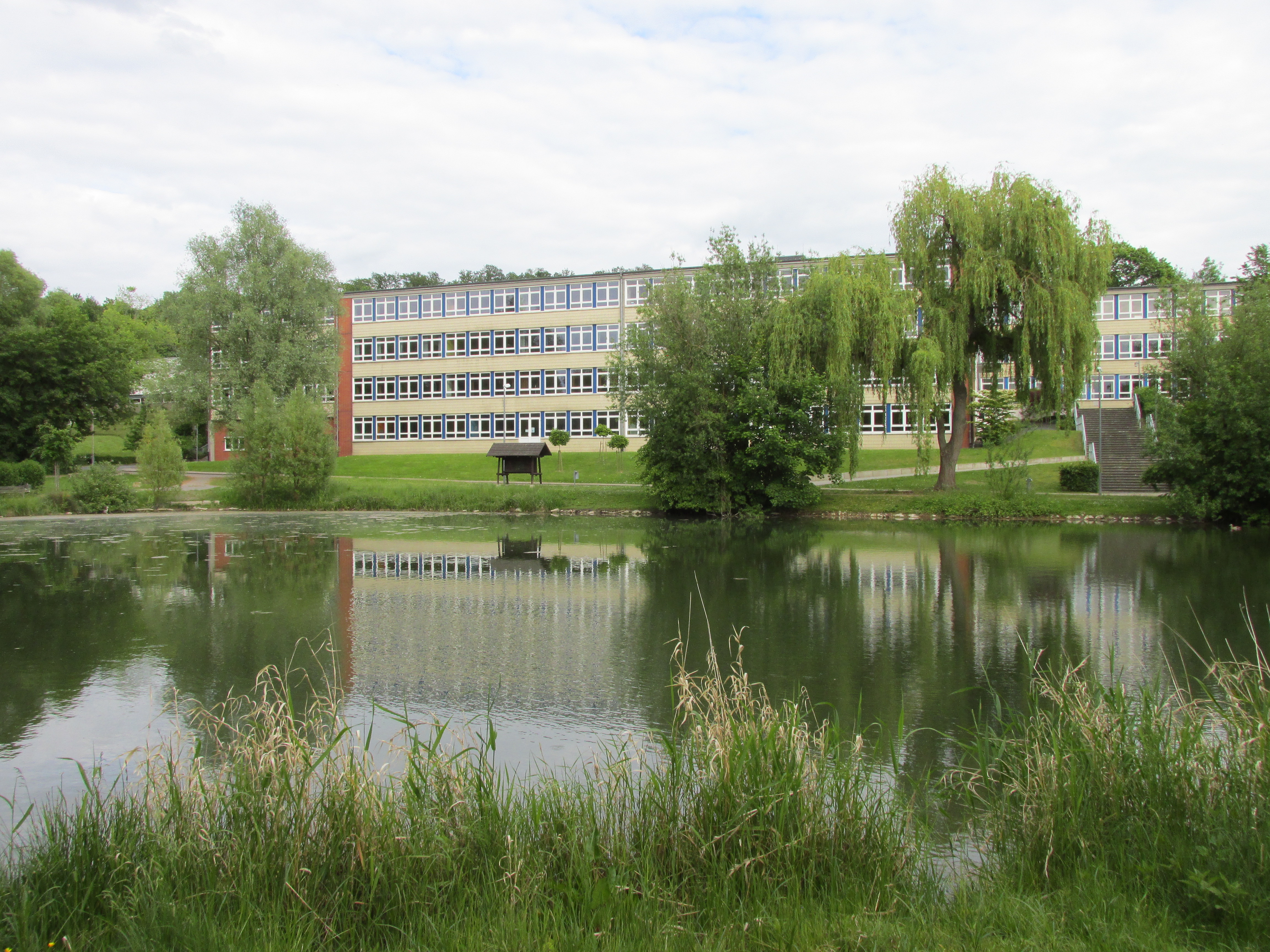
Gymnasium Alfeld, Stiefelsteich im Vordergrund

- Schulrat-Habermalz-Schule (Hauptschule)
- Carl-Benscheid-Realschule
- Gymnasium Alfeld

#### Berufsschulen
- Berufsbildende Schulen Alfeld
- Diakonisches Bildungszentrum

#### Sonstige Schulen
- Volkshochschule Hildesheim
- Deutsche Angestellten-Akademie (DAA)
- Gerhard-Most-Musikschule Alfeld

## Persönlichkeiten

### Söhne und Töchter der Stadt
- Augustin von Alveldt (um 1480–um 1535), Franziskaner und Kontroverstheologe
- Johann Crauel (1581–1665), Arzt und Bürgermeister von Osterode am Harz
- Heinrich Arnold Stockfleth (1643–1708), lutherischer Theologe und Dichter
- Johann Dietrich Löwensen (1647–1708), Pfarrer und Bibliothekar
- Johann Christoph Harenberg (1696–1774), evangelischer Theologe und Historiker, geboren im Ortsteil Langenholzen
- Johann Carl Friedrich Witting (1760–1824), Theologe
- Heinrich Adolf Schrader (1767–1836), Arzt und Botaniker in Göttingen
- Christian Koken (1779–1857), Schuldirektor, Ehrendoktor der Universität Göttingen
- Heinrich Schaper (1802–1884), geb. in Sack, Orgelbauer
- Johann Ernst Arminius von Rauschenplat (1807–1868), Revolutionär und Freiheitskämpfer
- Gustav Heinrich Seffer (1816–1876),  Pastor, Schulrat, Publizist und Oberschulinspektor
- August Schaper (1840–1920), Orgelbauer
- Georg Lampe (1858–1916), Maler
- Friedrich Buhmann (1875–1960), Bildhauer
- Heinrich Gerlich (1882–1960), Wirtschaftswissenschaftler und Politiker (DVP, CDU)
- Curt Wiebel (1895–1973), Politiker (NSDAP), Mitglied des Reichstags
- Hans Koch (1898–1989), Pädagoge und Gymnasialdirektor
- Walter Kappe (1905–1944), Nationalsozialist, der als Emigrant in den USA in den 1930er Jahren Propaganda und Spionage im Sinne der NSDAP betrieb
- Albrecht Graf von Schlitz gen. von Görtz und von Wrisberg (1914–2006), Designer, geboren auf dem Rittergut Brunkensen
- Zbigniew Żedzicki (* 1945), polnischer Ringer
- Kurt Eder (* 1946), österreichischer Politiker (SPÖ), Prokurist
- Siggi Schwientek (* 1952), Schauspieler
- Ulrich Görlich (* 1952), Fotograf und Installationskünstler
- Uwe Schmidt (* 1954), Politiker (SPD) und seit Juli 2009 Landrat des Kreises Kassel, geboren im Ortsteil Brunkensen
- Andrea Bieler (* 1963), evangelische Theologin
- Ingo Herzke (* 1966), Literaturübersetzer
- Olaf Levonen (* 1966), Politiker (SPD) und von September 2016 bis 2021 Landrat des Kreises Hildesheim
- Mario Domann-Käse (* 1966), Abgeordneter in der Bremischen Bürgerschaft (SPD)
- Matthias Bode (* 1967), Physiker
- Dieter Riefling (* 1968), ein bundesweit bekannter Neonazi
- Wiebke Adam-Schwarz (* 1968), Schauspielerin
- Bernd Lynack (* 1969), Politiker (SPD), Landtagsabgeordneter in Niedersachsen, seit 2021 Landrat des Landkreises Hildesheim
- Marc van Linden (* 1976), House-/Progressive-House-DJ und Musikproduzent*
- Michael Koß (* 1976), Politikwissenschaftler
- Markus Riese (* 1980), Journalist, Moderator, Autor, Musiker und Hörspielsprecher

### Personen, die mit der Stadt in Verbindung stehen
- Heinrich Ernst Owen (1685–1758), lutherischer Theologe, Generalsuperintendent der Generaldiözese Alfeld
- Wilhelm Barner (1893–1973), Lehrer und Heimatforscher, 1958 Ehrenbürger der Stadt Alfeld, Leiter des Heimatmuseums
- Hans-Jürgen Krahl (1943–1970), 1961 Gründungsmitglied der Jungen Union in Alfeld, Aktivist der 68er-Bewegung

## Alfeld in der Literatur
Ein Märchen, das 1838 der Literaturwissenschaftler Karl Goedeke in der Nähe von Alfeld, nämlich in Delligsen, aufzeichnete und das ab der 4. Auflage von 1840 auch in die Kinder- und Hausmärchen der Gebrüder Grimm Eingang fand, ist Das Waldhaus (KHM 169).
Eine volkstümliche Erzählung, die in Alfeld spielt, ist die Räuber-Lippold-Sage. Sie findet sich, nach einer Erwähnung der Lippoldshöhle Mitte des 17. Jahrhunderts, ausgebildet erstmals wieder in den 1840er Jahren und wurde in der Sammlung Niedersächsische Sagen und Märchen. Aus dem Munde des Volkes gesammelt von Georg Schambach und Wilhelm Müller, Göttingen, 1855 gedruckt. In ihr wird u. a. die Herkunft des Blauen Steins, der das Alfelder Wappen ziert und noch heute vor dem Rathaus liegt, erklärt: Ein junges Mädchen aus Alfeld, nach späteren Fassungen der Sage die Tochter des Alfelder Bürgermeisters, wurde vom Raubritter Lippold in seine Höhle bei Brunkensen entführt. Eines Tages wollte sie nach Alfeld zum Markt gehen; nach späteren Fassungen der Sage war Lippold erkrankt und sie sollte eine Medizin aus Alfeld holen. Da sie niemandem etwas erzählen durfte, klagte sie dem Stein ihr Leid. Ihre Tränen färbten den Stein blau. Umstehende hatten sie gehört, und am nächsten Tag erhängten die Alfelder den Räuber in seiner Höhle.
Die Brüder Grimm hatten die markante Lippold-Sage zur Veröffentlichung im dritten, zu ihren Lebzeiten nicht mehr erschienenen Band ihrer Sagensammlung vorgesehen. Die Gebrüder Grimm haben keinen „räumlichen Bezug“ zur Region Alfeld. Dass sie das Märchen Schneewittchen in Alfeld aufgezeichnet hätten, ist eine Legende aus jüngerer Zeit. Die Sieben Berge bei Alfeld sind nicht die Berge des Märchens, zumal die Sieben Berge noch im 19. Jahrhundert Die sieben Brüder genannt wurden, wie Heinrich Sohnrey noch weiß.
Alfeld erschien in der Sachsenchronik (Cronecken der Sassen) von Conrad Bothe bereits 1492. Dort wurde erstmals das Alfelder Wappen abgebildet. In der Topographia Germaniae von Martin Zeiller und Matthäus Merian von 1654 findet sich im Gegensatz zu vielen, auch kleineren Nachbarorten keine Abbildung von Alfeld, da die damalige Alfelder Obrigkeit auf eine Anfrage Merians antwortete, sie sehe keinen Sinn darin, einen Druckkostenzuschuss zu zahlen. Allerdings sind der Alfelder Ortsteil Brunkensen und die Lippoldshöhle dort erwähnt. Heinrich Heine erwähnte in seinem Werk Der Salon. Zweiter Teil unter der Überschrift Zur Geschichte der Religion und Philosophie in Deutschland die Hödekensage. Heinrich Sohnrey ließ seinen Roman Der Bruderhof von 1898 in der Nähe von Alfeld spielen und verarbeitete bei späteren Textbearbeitungen des erfolgreichen Romans auch Alfelder Sagenmotive, so den Kirkstein auf dem Nattenberg und den Nachtraben.
In Tom Clancys Roman Im Sturm ist die Stadt Alfeld ein strategisch wichtiger Ort, sowohl für NATO als auch für sowjetische Streitkräfte. Unter dem Vorwand, eine angebliche westdeutsche Bedrohung niederzuschlagen, marschiert die Rote Armee in Westdeutschland ein. Alexejew, dem stellvertretenden Oberbefehlshaber der Westfront, gelingt bei Alfeld der Durchbruch über die Leine.